# Валута
Валута је реч италијанског порекла која означава новчану јединицу неке земље. У валуту спада папирни и ковани новац који издаје држава или банка и у оптицају служи као средство размене и законско средство плаћања. Свака држава обично има своју валуту. Српска валута се зове динар, америчка валута је долар, руска валута је рубља итд. Ове различите валуте имају признате вредности и њима се тргује међу народима на тржишту страних валута, које одређује релативне вредности разних валута. Валуте у овом смислу су дефинисане владама, и сваки тип има ограничени опсег прихватљивости.
Друге дефиниције термина „валута” су дискутоване у респективним синонимним чланцима новчаница, кованица, и новац. Дефиниција, која се односи на валутне системе нација, тема је овог чланка. Валуте могу да буду класификоване у два монетарна система: декретни новац и робни новац, у зависности од тога шта гарантује његову вредност (економија у целини или физичке резерве државе). Неке валуте су законско платежно средство у појединим политичким надлежностима, што значи да се не могу одбити при исплати дуга. Другима се једноставно тргује због њихове економске вредности. Дигитална валута је стекла популарност са повећањем заступљености рачунара и Интернета.

## Историја

### Рана валута
Валута је еволуирала из два основна изума, оба од којих су се јавила око 2000. п. н. е. Оригинално новац је био форма потврде пријема, представљајући житарице ускладиштене у храмским житницама у Сумеру у древној Месопотамији, и затим старом Египту.
У том првом стадијуму валуте, метали су коришћени као симболи за представљање вредности ускладиштене у облику робе. То је формирало основу за трговину у Плодном полумесецу током периода од преко 1500 година. Међутим, колапс трговинског система Блиског истока је указао на ману: у ери где није било места где је сигурно отпремити драгоцености, вредност циркулишућег медијума могла је бити поуздана онолико колико и силе које су браниле те залихе. Трговина се могла водити једино у делокругу војне кредибилности. До краја бронзаног доба, међутим, серија међународних уговора је успоставила безбедан пролаз трговцима широм источног Медитерана, на подручју које се простирало од Минојског Крита и Микене на северозападу до Елама и Бахреина на југоистоку. Није познато шта је коришћено као валута у тим разменама, али је могуће да су оксидне обликоване полуге од бакра, произведени на Кипру, можда коришћене као валута.
Сматра се да је повећање пиратства и препада повезано са колапсом бронзаног доба. Могуће је да ово стање које су узроковали народи са мора, окончало трговински систем оксидним полугама. Тек са опоравком Феничанске трговине у 10. и 9. веку п. н. е. дошло је до повратка просперитета, и прихватања правог новца, вероватно прво у Анатолији у време Креза од Лидије и накнадно у доба Грка и Персијанаца. У Африци су коришћене многе форме чувања вредности, неке од којих су перле, инготи, слоновача, разне форме оружја, стока, манилна валута, окера и други земљишни оксиди. Манилни прстенови западне Африке су били једна од валута која је коришћена од 15. века на даље у трговини робљем. Афричке валуте су још увек препознатљиве по својој разноврсности, а у многим местима и даље се практикују разноврсни видови бартера.

### Ковани новац
Низ фактора је довео до тога да је сам метал третиран као вредност: прво само сребро, затим сребро и злато, а својевремено и бронза. Кованице од бакра и других недрагоцених метала су временом постале предоминантне. Метали су ископавани, мерени и ливени у кованице. Сврха тога је била да се увере корисници да кованица има одређену познату тежину племенитих метала, мада кованице могу да буду фалсификоване. Ковани новац је креирао нову рачуноводствену јединицу, што је довело до развоја банкарства. Архимедов принцип је пружио следећи линк: кованице се могу лако тестирати за њихов тежински садржај драгоцених метала, и стога се вредност кованице може одредити, чак и ако је била стањена, кривотворена или на неки други начин модификована (погледајте нумизматика).
Већина великих економија које користе кованице има неколико слојева кованог новца, израђеног од бакра, сребра и злата. Златни новац је коришћен за велике куповине, војне исплате или као подршка државним активностима. Он је чешће коришћен као мера рачуна, него као физичка валута. Сребрни новац је коришћен за трансакције средње величине, и као рачунска јединица за порезе, дажбине, контракте и залоге, док је новац од бакра или легура бакра и сребра, коришћен у свакодневним трансакцијама. Овај систем је коришћен у старој Индији од времена Махаџанапада. Прецизни однос вредности метала је знатно варирао у различитим ерама и местима; на пример, отварање рудника сребра у Харз планинама централне Европе је учинило сребро релативно мање вредним, сличан ефекат је имала и поплава сребра из Новог Света након шпанских освајања. Међутим, реткост злата је доследно учинила овај метал вреднијим од сребра, а исто тако сребро је конзистентно вредело више од бакра.

### Папирни новац
У премодерној Кини, потреба за кредитом и за медијумом размене који је мање физички незграпан од великих количина бакарних кованица довела је до увођења папирног новца, i.e. новчаница. Њихово увођење је био постепен процес који је трајао од касне династије Танг (618–907) до династије Сунг (960–1279). То је започето увођењем средства којим су трговци могли да размењују тешки ковани новац за признанице депозита издате као менице од стране велепродајних трговаца. Те признанице су биле валидне за привремену употребу у малој регионалној територији. У 10. веку, влада династије Сунг је почела да циркулише те признанице међу трговцима у својој монополисаној индустрији соли. Сунг влада је одобрила неколицини продавница право издавања новчаница, и у раном 12. веку влада је коначно преузела те продавнице ради произвођења државно издате валуте. Међутим издате новчанице су још увек биле само локално и привремено валидне. Тек средином 13. века се појавило стандардно и униформно издање папирног новца које је постало национална валута. Већ широко распрострањени методи штампања дрвеним блоком и затим Би Шенов покретни тип штампања су до 11. века били подстицај за масовну производњу папирног новца у премодерном Кини.
У истом периоду у средњовековном исламском свету, енергична монетарна економија је креирана током 7–12 века на бази експандирајућих нивоа циркулације стабилне валуте високе вредности (динара). Иновације које су увели муслимански економисти и трговци обухватају најраније употребе кредита, чекова, меница, штедних рачуна, трансакцијских рачуна, позајмљивања, трастова, девизних курсева, трансфера кредита и дугова, и финансијских институција за позајмљивање и депозите.
У Европи, папирни новац се прво појавио на регуларној бази у Шведској 1661. године (мада Вашингтон Ервинг наводи једну ранију појаву његове употребе, од стране Шпанаца у опсади током рата за Гранаду). Пошто је Шведска богата бакром, његова ниска вредност је узроковала употребу изузетно великих кованица, које су често биле тешке неколико килограма.
Предности папирног новца су биле бројне: редукована је потреба за транспортом злата и сребра, што је било ризично; омогућено је позајмљивање злата или сребра уз камату, будући да позадинска противвредност (злато или сребро) никад није напуштала посед даваоца зајма док неко други није надокнадио новчаницу; и омогућено је дељење валуте у кредитну и ону гарантовану противвредношћу. Тиме је омогућена продаја деоница у деоничарским друштвима, и откупљење тих деоница на папиру.
Постојали су и недостаци. Прво, пошто новчаница нема никакву унутрашњу вредност, није било ничега што би спречило издавачке власти да штампају више новчаница него што би могли да подрже противвредношћу. Друго, због повећане новчане понуде, долазило је до повећаних инфлационих притисака. Ову чињеницу је Дејвид Хјум уочио у 18. веку. На тај начин папирни новац често доводи до инфлационог балона, који могу да колапсирају ако људи почну да траже новчану противвредност, што узрокује пад потражња за папирним новцем на нулу. Штампање папирног новца је исто тако било је повезано са ратовима, и њиховим финансирањем, и стога се сматрало делом одржавања сталне војске. Из тих разлога, став према папирном валутом је био сумњичав и непријатељски у Европи и Америци. Такође постоји могућност развоја адикције, јер спекулативни профити од трговине и стварања капитала могу да буду прилично велики. Веће нације су основале ковнице за штампање новца и израду кованица, и гране њихових трезора за прикупљање пореза и чување залиха злата и сребра.
Својевремено су сребро и злато сматрани законским платежним средством, и владе су их прихваћале при наплати порезе. Међутим, нестабилност у односу између два метала је расла током 19. века, са повећањем понуде оба метала, а посебно сребра. Паралелна употреба ова два метала се звала биметализам, и покушај креирања биметалног стандарда где су и злато и сребро служили као противвредност валути у циркулацији је окупирала напоре инфлациониста. Владе су у то време могле да користе валуту као инструмент политике, штампајући папирну валуту као што је амерички долар, да би платили за војне трошкове. Такође су могли да одреде услове на којима ће откупити новчанице за противвредност, ограничавајући износ куповине или минимални износ који би могао бити откупљен.
До 1900, већина индустријализованих нација је имала неку форму златног стандарда, при чему су папирне новчанице и сребрне кованице биле циркулациони медијум. Приватне банке и владе широм света су следили Грешемов закон: задржавајући злато и сребро које су примили, и исплаћујући у новчаницама. То се није десило широм света у исто време, већ се спорадично догађало, генерално у време рата или финансијске кризе, почевши од почетка 20. века и настављајући се широм света до касног 20. века, када је режим плутајућих валута ступио на снагу. Једна од првих земаља која се одвојила од златног стандарда су биле Сједињене Државе 1971. године, акцијом познатом као Никсонов шок. У данашње време ни једна земља нема применљив валутни систем базиран на златном или сребрном стандарду.